# Rebecca Harms
Rebecca Harms (Uelzen, 7 december 1956) is een Duits politica. Ze was van 2004 tot 2019 lid van het Europees Parlement voor de Bündnis 90/Die Grünen, onderdeel van de Europese Groene Partij. Van 2010 tot 2016 was ze fractievoorzitter van de De Groenen/Vrije Europese Alliantie in het Europees Parlement. Ze hield zich bezig met de uitfasering van kernenergie, de financiële crisis, databescherming, mensenrechten en duurzame energie.
Harms begon haar carrière als landschapsontwerper. In 1984 werd ze aangenomen als de assistent van Europarlementariër Undine von Blottnitz. Ze heeft meerdere documentaires gemaakt. Tussen 1994 en 2004 zat ze namens Die Grünen in het parlement van Nedersaksen. Vanaf 1998 was ze fractievoorzitter. In de periode 1998 tot 2015 was Harms lid van de partijraad.
Harms woont in Dickfeitzen, een dorp in de gemeente Waddeweitz in de Wendlandregio, welke bekend is vanwege de opslag van radioactief afval.
- Gemeinsame Normdatei: 101445011X
- Nationale Bibliotheek van Polen: a0000003733055
- Virtual International Authority File: 186499318
- WorldCat: E39PBJwd8WMfKDMp7TPywy9v73